# Eublemma fulvipennis
Eublemma fulvipennis is een vlinder van de familie van de spinneruilen (Erebidae). De wetenschappelijke naam van deze soort is voor het eerst voorgesteld als Smicroloba fulvipennis door William Warren in een publicatie uit 1913.
De soort komt voor in Indonesië (Papoea).